# ゲンナロン・ウィラサクレック
ゲンナロン・ウィラサクレック（タイ語: แก่นณรงค์ วีระศักดิ์เล็ก; 1977年9月15日 - ）は、タイの男性ムエタイ選手。ラヨーン出身。WSRフェアテックスジム所属。現M-1ウェルター級王者。

## 人物
七色のヒジ打ちと形容しされる多彩な攻撃が持ち味。また、元WBFアジアパシフィック・ボクシング王者だったこともありボクシング技術にも長けて、倒せるムエタイも体現できる。技の引き出しが多く予測不能な攻撃で各団体の王者に勝利している。

## 来歴
2005年1月、我龍に判定勝ち。2005年6月、土井に判定勝ち。2005年10月、山内に判定勝ち。2006年11月、金沢にＫＯ勝ち。2007年9月、白須康仁に判定負け。2007年12月、松本にＴＫＯ勝ち。
2010年9月12日、M-1ムエタイチャレンジで行なわれた引退試合で小又大貴と対戦し、カットによるTKO負けを喫した。

## 戦績
| 勝敗 | 対戦相手 | 試合結果                                  | 大会名 | 開催年月日    |
| ×    | 小又大貴 | 3R 2:22 TKO（ドクターストップ：額カット） | M-1 RAJA BOXING SINGHA BEER ムエタイチャレンジ NAI KANOMTOM vol.3 【ゲンナロン・ウィラサクレック引退試合】 | 2010年9月12日 |